# Corvus florensis
Gralha-das-flores (Corvus florensis) é uma espécie de ave da família Campephagidae.
É endémica da Indonésia.
Os seus habitats naturais são: florestas secas tropicais ou subtropicais e florestas subtropicais ou tropicais húmidas de baixa altitude.
Está ameaçada por perda de habitat.